# Пылд, Петер
Петер Пылд (эст. Peeter Põld, 12 июля 1878 года, Пуру, Эстляндская губерния, Российская империя — 1 сентября 1930 года, Тарту, Эстония) — эстонский общественный деятель, педагог и организатор высшей школы, первый министр образования Эстонии (24 февраля 1918 — 28 ноября 1918).

## Биография
Учился в школе деревни Пуру, в городской школе Раквере (1888—1890), Нарвской городской школе (1890—1893), Нарвской гимназии (1893—1898). С 1898 по 1906 год учился на факультете теологии в Тартуском университете. Стажировался в Германии и Швейцарии (1907—1908).
Редактировал газету «Postimees» (1905—1906). Преподавал в Тарту.
Член Эстонского Временного земельного совета (1917—1919), начальник отдела образования (1917) и министр образования (1918). Основатель и редактор журнала «Рост и образование» (1917—1918).
Один из организаторов и куратор Тартуского университета (1918—1925). Декан философского факультета (1925), проректор (1925—1927).
Член Учредительного собрания и Рийгикогу (1919—1921, 1926, 1929—1930). Профессор педагогики Тартуского университета (1920—1930). Глава Тартуского городского совета (1921—1930). Руководитель Дидактико-методологического семинара Тартуского университета (1922—1930).
Член Народной партии Эстонии. Участвовал в работе международных комиссий.
Умер, заразившись тифом летом 1930 года, в госпитале Тартуского университета. Похоронен на тартуском кладбище Паулусе.

## Память

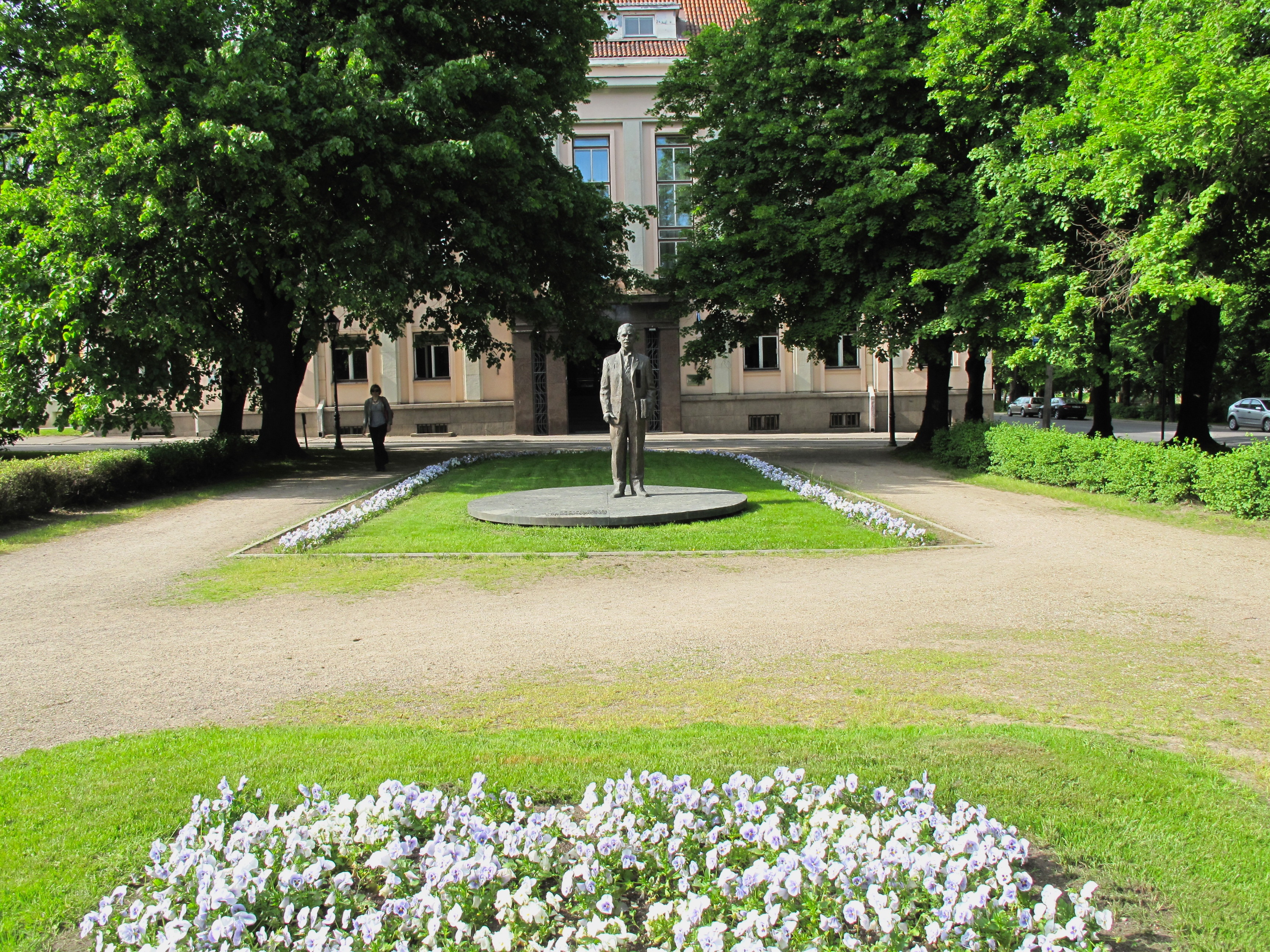
Памятник Пылду в Тарту

В Тарту, перед зданием Министерства образования и науки (ул. Мунга, 18), Петеру Пылду установлен памятник.
С 1932 по 1949 год имя Петера Пылду носила улица Мунга в Тарту.